# جبال براندبيرغ
جبال براندبيرغ (بالإنجليزية:Brandberg) هي أعلى سلسلة جبال في ناميبيا تقع في شمال إقليم إيرونغو. حيث تعتبر أكبر قمة جبلية في ناميبيا هي بدرجة 2573 متر بدرجة عالية. حيث تم إعلان المساحة الأساسية البالغة 450 كيلومترًا مربعًا (170 مترًا مربعًا) نصبًا تذكاريًا وطنيًا في عام 1951م.

## الكائنات الحية

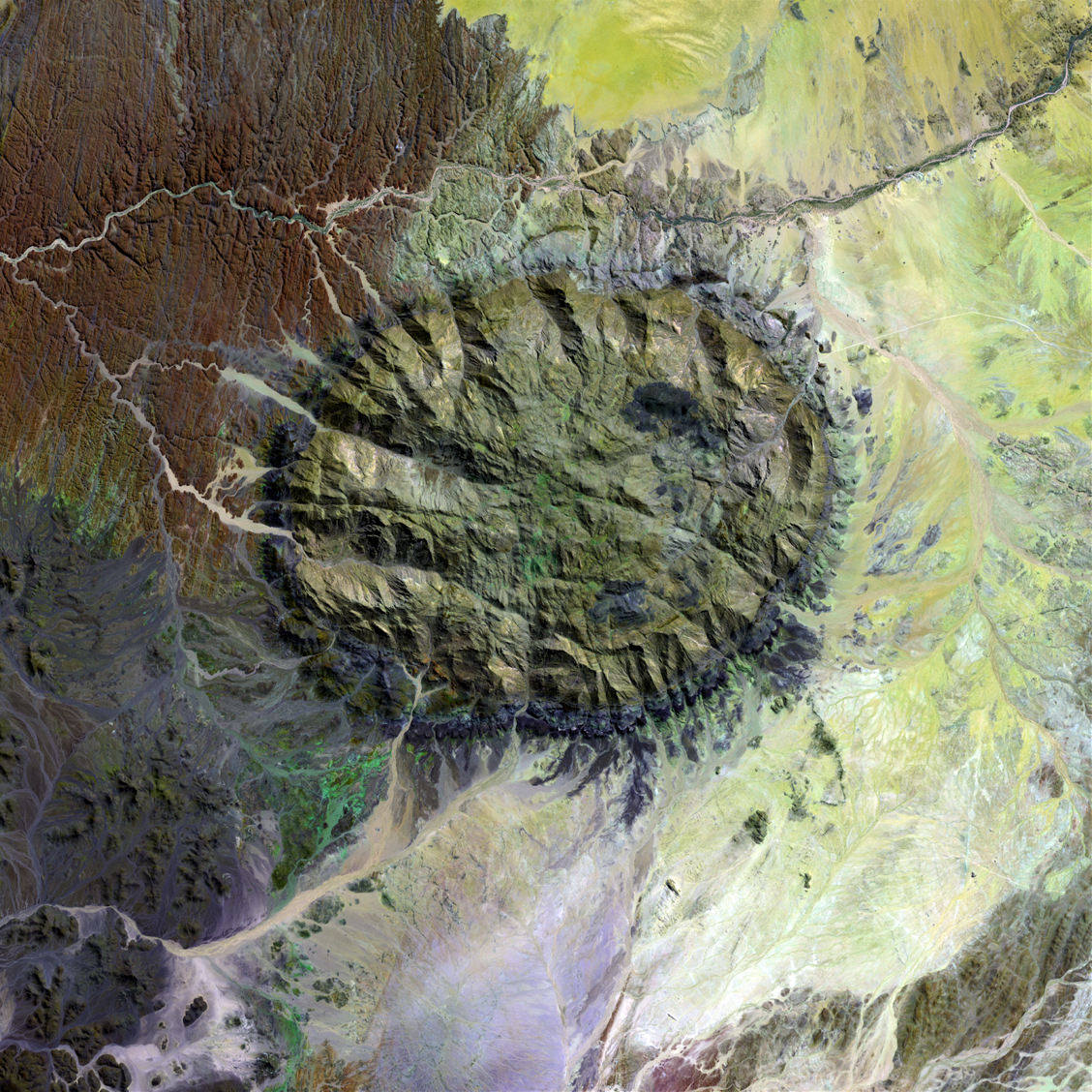
صورة لجبل براندبيرغ من الاقمار الصناعية

يعتبر براندبيرغ موطنًا لبعض النباتات الصحراوية مثل نباتات الصبار ونبات فربيون تحتوي المنطقة على العديد من النباتات والأشجار التي لها مظهر قاسي وغريب، ويرجع ذلك جزئيًا إلى الظروف المناخية القاسية.
المنطقة غير مأهولة والبرية. إنها قاحلة للغاية ويمكن أن يكون العثور على الماء صعبًا أو مستحيلًا. في درجات الحرارة الصيفية التي تزيد عن 40 درجة مئوية تكون روتينية. ومع ذلك، تعد منطقة براندبرج موطنًا صغيرا لتنوع الحيوانات البرية.
إن أعداد الحيوانات صغيرة لأن البيئة لا يمكنها دعم أعداد كبيرة من السكان، ولكن معظم الأنواع الصحراوية الموجودة في ناميبيا موجودة وقد يلقي زوار المنطقة لمحة عن الفيل الصحراوي أو وحيد القرن الأسود النادر.
وتنتشر في جبال براندبيرغ العقارب السوداء حيث تعيش في حفر صغيرة داخل الجبال.

## تلوين الصخور

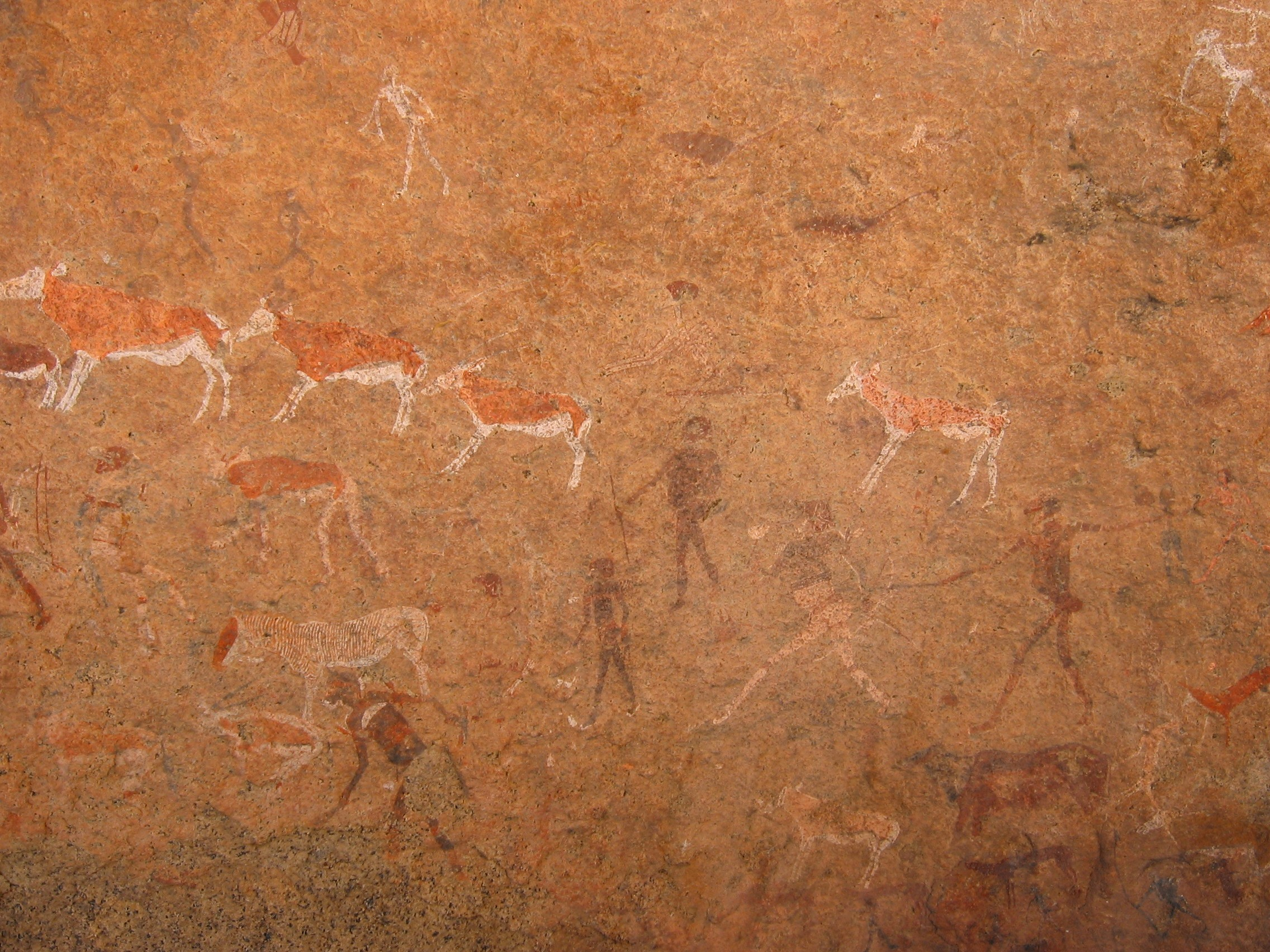
لوحة السيدة البيضاء، ناميبيا، براندبيرغ

يعتبر جبل براندبيرغ موقعًا روحيًا ذو أهمية كبيرة لقبائل سان (بوشمان) لذلك، فهو الجذب السياحي الرئيسي هو ابسط الرسومات مثل لوحة صخرة السيدة البيضاء، التي تقع على وجه صخري مع أعمال فنية أخرى، تحت مكان صخرة صغير، في موقع تسيساب رافين عند سفح الجبل للوصول إلى السيدة البيضاء، من الضروري التنزه سيرًا على الأقدام لمدة 40 دقيقة تقريبًا فوق التضاريس الوعرة، على طول المجاري المائية القديمة التي تمر بها عبر الجبل. اليوم المختلفة.
يحتوي الوادي على أكثر من 1000 من ملاجئ الصخور، بالإضافة إلى أكثر من 45000 لوحة صخرية.  

### تفسير العلماء
اليوم العلماء على يقين من أن اللوحات التي رسمها سان (البوشمان)، الذين سكنوا المنطقة منذ فترة طويلة. بصرف النظر عن صور المحاربين أو الصيادين، يمكن العثور على كمية كبيرة من اللوحات الحيوانية المختلفة، وهو مؤشر على أن الحياة البرية كانت وفيرة خلال تلك الفترة.

## الموقع والمدى
يقع جبل براندبيرغ في إقليم ايرونغو في شمال غرب صحراء ناميبيا، بالقرب من الساحل، ويغطي مساحة تقارب 650 كيلومتر مربع.

### الارتفاع
يصل ارتفاع جبال براندبيرغ إلى 2,573 متر ثم 8,442 قدم حيث يعد من أعلى القمم الجبالية في ناميبيا.

### النتؤات
تصل نتوءات الجبل إلى 1,802 متر ثم 5,912 قدما.

## الكثبان الرملية

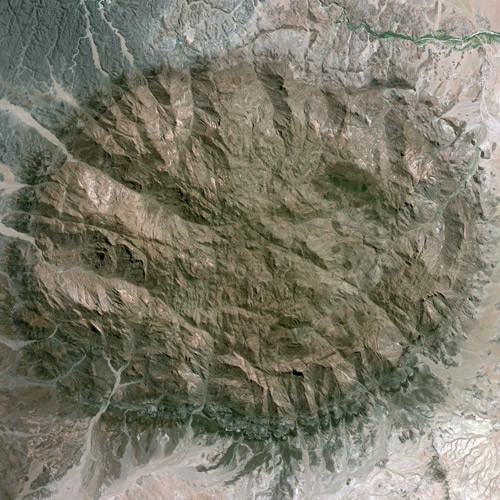
منظر جبال براندبيرغ من الأقمار الصناعية حيث يظهر المنطقة القاحلة

تمتد الكثبان الرملية لغاية خط الأفق، وتظهر بألوان من اللون البرتقالي وحتى اللون الأحمر الداكن. وكلما زاد عمر الرمال، فإنها تظهر بلون أحمر أكثر دكانة. ودائما ما تتقاطع هذه الألوان في منطقة سوسوسفلي مع اللون الأبيض الخاص بأحواض الملاحات وكذلك أشجار السنط اليابسة المنوعة.
ويمكن للسياح قضاء أربعة أسابيع في ذلك الجبل بسبب ما تزخر به ناميبيا من مناظر طبيعية متنوعة للغاية من بينها هذا الجبل.

## التسمية
اسم براندبرغ مأخوذ من اللغة الأفريقانية والهولندية والألمانية التي تعني الجبل الحارق وذلك بسبب لونه المتوهج الذي يُرى أحيانًا عند غروب الشمس.

### أسماء أخرى
- سمي أيضا دامارا اسم Dâures ، هي أيضا تعني «الجبل الحارق»،

- وايضا سمي هيريرو الاسم، Omukuruvaro «جبل الآلهة» أي اله النار.